# Ciclismo ai Giochi della XVII Olimpiade - Inseguimento a squadre
La prova del inseguimento a squadre di ciclismo su pista dei Giochi della XVII Olimpiade si è svolta i giorni  27 e 29 agosto 1960 al  Velodromo Olimpico di Roma, in Italia.

## Programma
| Data           | Round            | Note                                                                         |
| -------------- | ---------------- | ---------------------------------------------------------------------------- |
| 27 agosto 1960 | Batterie         | Le squadre con i migliori 8 tempi ai quarti di finale                        |
| 27 agosto 1960 | Quarti di finale | La squadra vincitrice di ogni serie alle semifinali.                         |
| 29 agosto 1960 | Semifinali       | La squadra vincitrice di ogni serie alla finale. Le perdenti al 3 e 4 posto. |
| 29 agosto 1960 | Finali           |                                                                              |

## Risultati

### Batterie
| Serie | Pos. | Nazione          | Atleti                                                              | Tempo   | Note |
| ----- | ---- | ---------------- | ------------------------------------------------------------------- | ------- | ---- |
| 1     | 1    | Argentina        | Alberto Trillo, Ernesto Contreras Héctor Acosta, Juan Brotto        | 4'44"44 | Q    |
| 1     | 2    | Giappone         | Tetsuo Osawa, Kanji Kubomura Nobuhira Takanuki, Katsuya Saito       | 4'45"87 |      |
| 2     | 1    | Cecoslovacchia   | Slavoj Černý, Ferdinand Duchoň Jan Chlístovský, Josef Volf          | 4'42"60 | Q    |
| 2     | 2    | Australia        | Warren Scarfe, Garry Jones Robert Whetters, Frank Brazier           | 4'48"55 |      |
| 3     | 1    | Unione Sovietica | Stanislav Moskvin, Viktor Romanov Leonid Kolumbet, Arnold Belgardt  | 4'40"48 | Q    |
| 4     | 1    | Paesi Bassi      | Jaap Oudkerk, Theo Nikkessen Henk Nijdam, Piet van der Lans         | 4'40"64 | Q    |
| 4     | 2    | Sudafrica        | Syd Byrnes, Bobby Fowler Abe Jonker, Rowan Peacock                  | 4'50"26 |      |
| 5     | 1    | Danimarca        | John Lundgren, Leif Larsen Jens Sørensen, Kurt vid Stein            | 4'40"80 | Q    |
| 5     | 2    | Gran Bretagna    | Barry Hoban, Mike Gambrill Charlie McCoy, Joseph McClean            | 4'45"23 |      |
| 6     | 1    | Francia          | Marcel Delattre, Jacques Suire Guy Claud, Michel Nédélec            | 4'38"46 | Q    |
| 6     | 2    | Svizzera         | Walter Signer, Werner Weckert Hans Heinemann, Egon Scheiwiller      | 4'50"00 |      |
| 7     | 1    | Italia           | Luigi Arienti, Franco Testa Mario Vallotto, Marino Vigna            | 4'38"41 | Q    |
| 7     | 2    | Germania         | Siegfried Köhler, Peter Gröning Manfred Klieme, Bernd Barleben      | 4'40"33 | Q    |
| 8     | 1    | Austria          | Günther Kriz, Peter Deimböck Kurt Garschal, Kurt Schein             | 4'47"70 |      |
| 8     | 2    | Messico          | Mauricio Mata, Javier Taboada Jacinto Brito, Miguel Pérez           | 4'52"55 |      |
| 9     | 1    | Stati Uniti      | Richard Cortright, Charlie Hewett Robert Pfarr, Jim Rossi           | 4'49"92 |      |
| 10    | 1    | Uruguay          | Alberto Velázquez, Juan José Timón Rubén Etchebarne, Rodolfo Rodino | 4'47"83 |      |
| 10    | 2    | Belgio           | Romain De Loof, Barthélemy Gillard Frans Melckebeke, Charles Rabaey | 4'49"46 |      |
| 11    | 1    | Spagna           | José Errandonea, Francisco Tortellá Miguel Martorell, Miguel Mora   | 4'44"87 |      |

### Quarti di finale
| Serie | Pos. | Nazione          | Atleti                                                             | Tempo   | Note |
| ----- | ---- | ---------------- | ------------------------------------------------------------------ | ------- | ---- |
| 1     | 1    | Italia           | Luigi Arienti, Franco Testa Mario Vallotto, Marino Vigna           | 4'29"98 | Q    |
| 1     | 2    | Argentina        | Alberto Trillo, Ernesto Contreras Héctor Acosta, Juan Brotto       | 4'38"17 |      |
| 2     | 1    | Francia          | Marcel Delattre, Jacques Suire Guy Claud, Michel Nédélec           | 4'30"82 | Q    |
| 2     | 2    | Cecoslovacchia   | Slavoj Černý, Ferdinand Duchoň Jan Chlístovský, Josef Volf         | 4'38"73 |      |
| 3     | 1    | Germania         | Siegfried Köhler, Peter Gröning Manfred Klieme, Bernd Barleben     | 4'29"32 | Q    |
| 3     | 2    | Danimarca        | John Lundgren, Leif Larsen Jens Sørensen, Kurt vid Stein           | 4'37"44 |      |
| 4     | 1    | Unione Sovietica | Stanislav Moskvin, Viktor Romanov Leonid Kolumbet, Arnold Belgardt | 4'29"97 | Q    |
| 4     | 2    | Paesi Bassi      | Jaap Oudkerk, Theo Nikkessen Henk Nijdam, Piet van der Lans        | 4'29"98 |      |

### Semifinali
| Serie | Pos. | Nazione          | Atleti                                                             | Tempo   | Note |
| ----- | ---- | ---------------- | ------------------------------------------------------------------ | ------- | ---- |
| 1     | 1    | Germania         | Siegfried Köhler, Peter Gröning Manfred Klieme, Bernd Barleben     | 4'33"46 | Q    |
| 1     | 2    | Francia          | Marcel Delattre, Jacques Suire Guy Claud, Michel Nédélec           | 4'37"17 |      |
| 2     | 1    | Italia           | Luigi Arienti, Franco Testa Mario Vallotto, Marino Vigna           | 4'28"88 | Q    |
| 2     | 2    | Unione Sovietica | Stanislav Moskvin, Viktor Romanov Leonid Kolumbet, Arnold Belgardt | 4'33"01 |      |

### Finali
| Serie | Pos.    | Nazione          | Atleti                                                             | Tempo   |
| ----- | ------- | ---------------- | ------------------------------------------------------------------ | ------- |
| 1 & 2 | Oro     | Italia           | Luigi Arienti, Franco Testa Mario Vallotto, Marino Vigna           | 4'30"90 |
| 1 & 2 | Argento | Germania         | Siegfried Köhler, Peter Gröning Manfred Klieme, Bernd Barleben     | 4'35"78 |
| 3 & 4 | Bronzo  | Unione Sovietica | Stanislav Moskvin, Viktor Romanov Leonid Kolumbet, Arnold Belgardt | 4'34"05 |
| 3 & 4 | 4       | Francia          | Marcel Delattre, Jacques Suire Guy Claud, Michel Nédélec           | 4'35"72 |